# Granite Shoals, Texas
Granite Shoals là một thành phố thuộc quận Burnet, tiểu bang Texas, Hoa Kỳ. Năm 2010, dân số của xã này là 4910 người.

## Dân số
- Dân số năm 2000: 2040 người.
- Dân số năm 2010: 4910 người.